# Ostravský mrakodrap
Ostravský mrakodrap, označovaný též jako Ostravský věžový dům (původně obytný) Na Jindřišce místně známý jen jako Mrakodrap či Věžák, je výšková budova na Ostrčilově ulici 2691/4 v Ostravě. Jedná se o experimentální bytový dům s 22 podlažími a s celkovou výškou 68 metrů. Dům měl odolat poddolování a zároveň se mělo ověřit použití nových materiálů a postupů. Ve své době se jednalo o nejvyšší obytnou budovu v tehdejším Československu.

## Historie
Jeho stavba probíhala v letech 1965–1968. Zpočátku sloužil svému původnímu účelu, avšak brzy začalo do bytů zatékat, proto v letech 1976–1978 proběhla rekonstrukce, po níž se začala budova užívat jako kancelářský objekt. Jde o nejvyšší ostravský dům a třetí nejvyšší ostravskou budovu (po Nové radnici a věži Bolt Tower).

### Problémy a budoucí plány
Od roku 2013 je celý mrakodrap opuštěný a nepřístupný kvůli nevyhovujícím protipožárním opatřením a dalším technickým problémům.

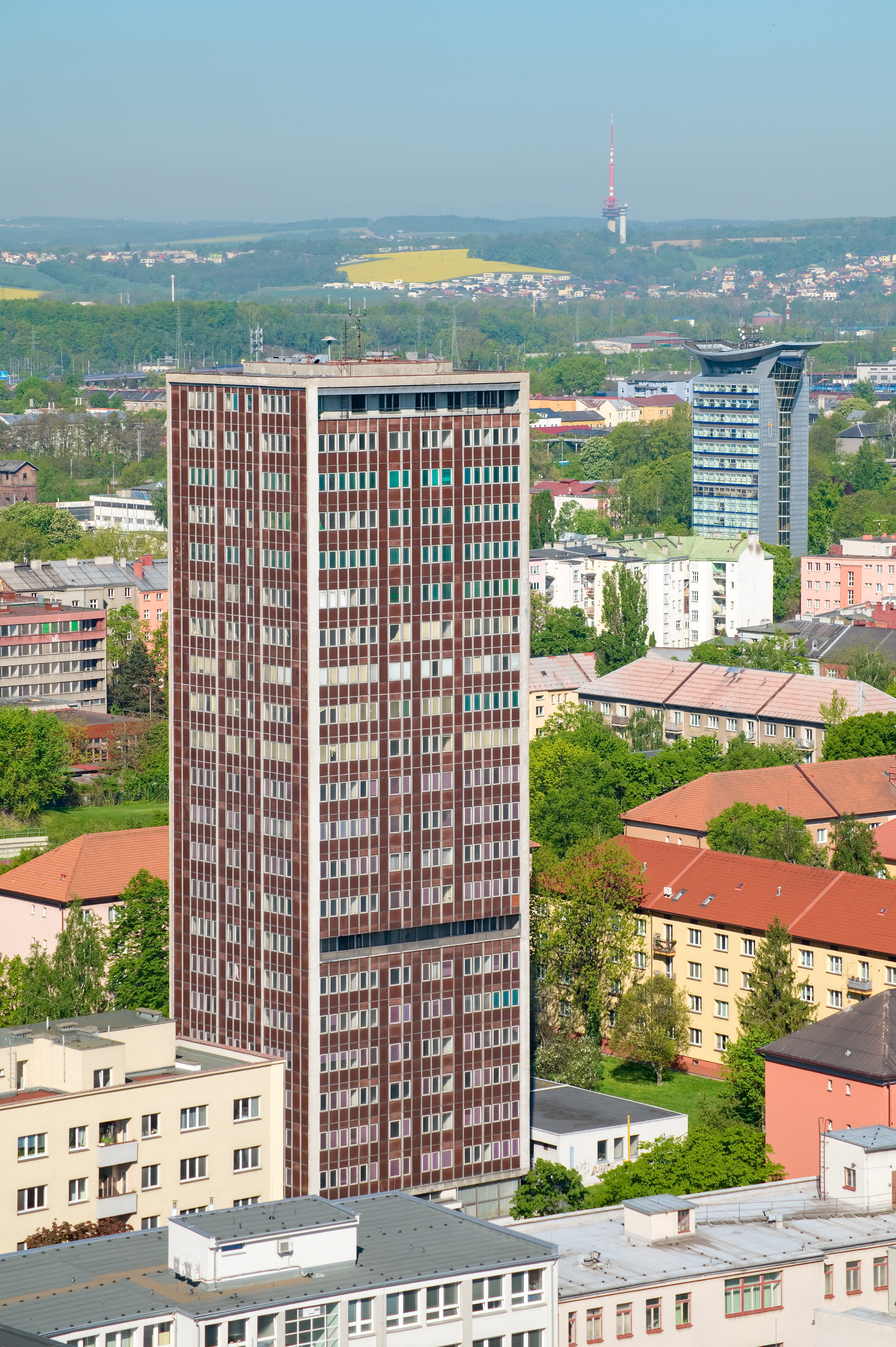
Výškové srovnání s okolní zástavbou

Kvůli svým technickým problémům, jako například znatelné výkyvy ve větru, nemožnost hasebního zásahu ve vyšších patrech apod., je budova občas označována jako Věžák hrůzy. Tento stav chce změnit vedení městského obvodu Moravská Ostrava a Přívoz. Dle jejich plánu z roku 2012 se mělo odstranit dvanáct horních podlaží a ve zbývajících deseti by se vybudovaly byty pro seniory a mladé lidi. Jinou variantou byla demolice budovy.
V roce 2020 se magistrát rozhodl zadat vytvoření architektonického, funkčního a technického návrhu rekonstrukce studiu Evy Jiřičné. Návrh, který byl dokončen v lednu 2021, potvrdil technické možnosti přestavby s tím, že stavbu bude nutné odstrojit na pouhý skelet a bude potřeba přistavět nové komunikační jádro pro splnění požárních norem. V objektu by mělo vzniknout 76 bytových jednotek, v přistavěném nejvyšším patře se počítá s umístěním kavárny s terasou.
Smlouvu s budoucím investorem město podepsalo v červenci 2024. Cena za prodej pozemků s budovou činila 55 mil.Kč (bez DPH), na dalších 6,4 mil. Kč vyšlo postoupení dokumentace architektonického projektu.